# أورنيثوكيريات
الأورنيثوكيريات (بالإنجليزية: Ornithocheirids) هي فصيلة من البتروصورات عاشت خلال العصر الطباشيري المتأخر وكانت بعض أنواعها من آخر البتروصورات التي حلقت على وجه الأرض قبل الانقراض الجماعي الكبير. من أشهر أنواع الأورنيثوكيريات جنس البتيرانودون، وقد كانت مُعظم أنواع هذه الفصيلة عموماً مُحلقات بارعة تطوف فوق البحار والأرض للبحث عن غذائها الذي تألف من الأسماك وجثث الديناصورات الميتة. كانت تملك أنواع هذه المَجموعة جماجم طويلة وخفيفة الوزن تكون خالية عادة من الأسنان، وأحيانا كانت تنتؤ منها أعراف أو بروز عند بعض الأنواع (مثل الأورنيثوكير الظاهر في الصورة) ربما عملت كأثقال للتوازن أثناء الطيران، بالرغم من أن هذا لا يَنطبق على جميع أنواع المَجموعة بالضرورة.
عاشت هذه الحيوانات في العديد من أنحاء العالم عبر قارات أستراليا وأوروبا والأمريكيتين وشرق ووسط آسيا وشمال أفريقيا.

## التصنيف
- فصيلة الأورنيثوكيريات:
  - آيتوداكتيل.
  - أنهانغويرا.
  - أراربيصور.
  - أرثورداكتيل.
  - براسيليوداكتيل.
  - كولكسيفالوس.
  - كولوبورينكس.
  - كريورينكس.[3]
  - لياونينغوبتيرس.[4]
  - لودوداكتيل.
  - ميثونغا.
  - أورنيثوكير.[3]

## اقرأ أيضا

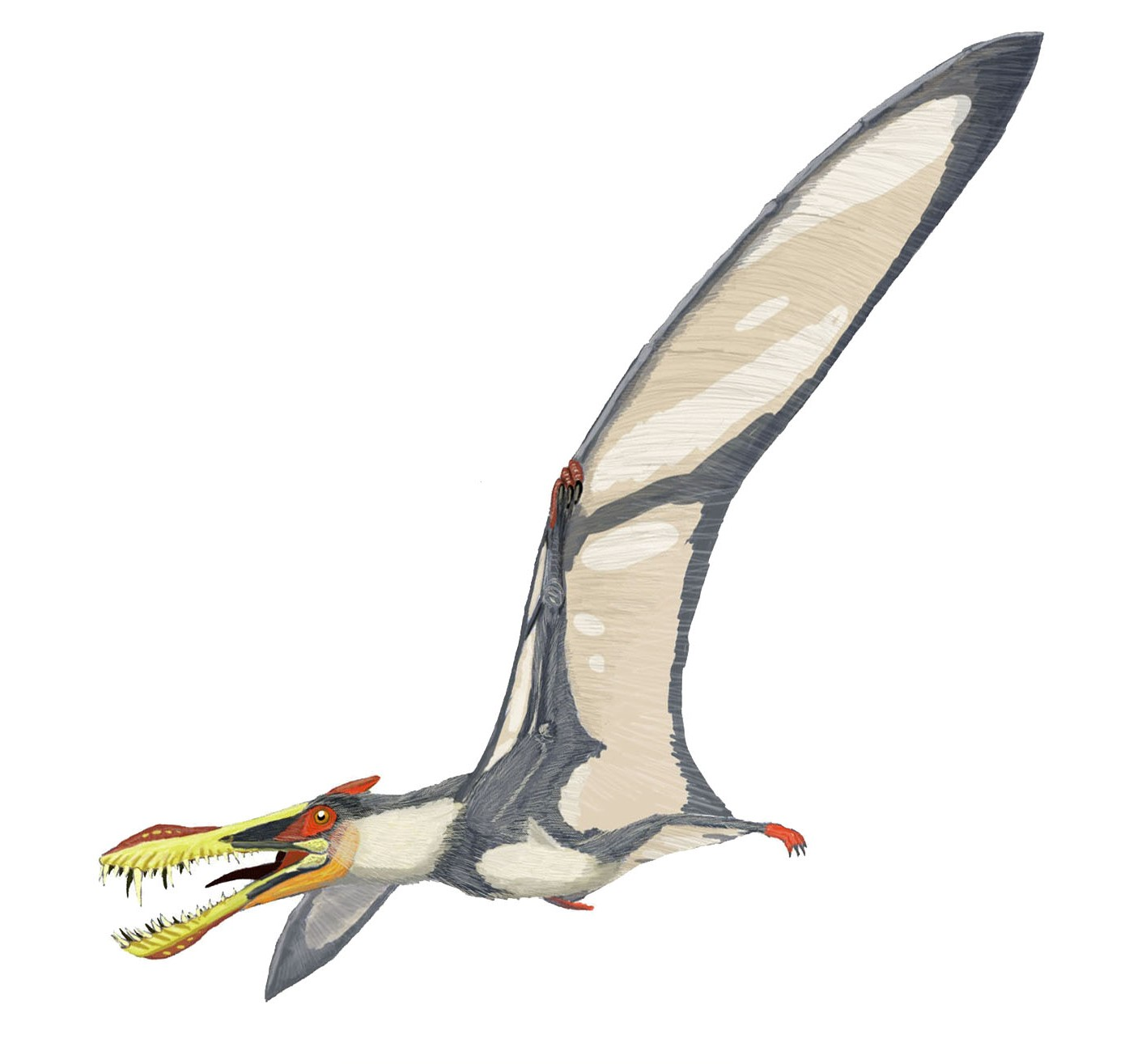
تمثيل للشكل الحي من لياونينجوبتيروس.

- أركوصورات
- أورنيثوديرا